# 石川県道211号二俣古屋谷線
石川県道211号二俣古屋谷線（いしかわけんどう211ごう ふたまたふるやだにせん）は石川県金沢市内を通る一般県道（石川県道）である。

## 路線概要
- 起点：石川県金沢市二俣町イ1番1地先（＝二俣大橋西詰・石川県道27号金沢井波線(旧道部)交点）
- 終点：石川県金沢市高坂町ホ35番1地先（＝古屋谷町交差点・国道304号交点）

金沢市山間部の二俣町から森下川に沿って北西に進み、国道304号の古屋谷町交差点までを結ぶ路線である。

## 歴史
- 1960年（昭和35年）10月15日：路線認定。

## 接続道路
- 石川県道27号金沢井波線（金沢市二俣町・二俣大橋詰：起点）
- 国道304号（金沢市古屋谷町・古屋谷町交差点：終点）

## 周辺施設
- 森下川
- 金沢市立医王山小学校
- 金沢市立医王山中学校
- NTT西日本 二俣電話交換所
- 二俣郵便局
- 金沢中警察署 二俣駐在所
- みずほ保育所
- 二俣紙すきの里古里館
- 直江谷健康の森
- 三谷の里ときわ苑
- 北陸自動車道
- 金沢市立三谷小学校